# Betsy (nave)
La Betsy fue un bergantín que el 15 de julio de 1829 ancló frente a Puerto Soledad en las islas Malvinas, bajo soberanía de las Provincias Unidas del Río de la Plata, y de él desembarcaron 23 colonos, muebles, una majada de ovejas y la familia de Luis Vernet. La nave repitió otros viajes entre el archipiélago y el continente. Tenía origen en los Estados Unidos y fue comprado por Vernet para su empresa y colonia en la isla Soledad.

## Historia

### Primeros años
El bergantín tenía matrícula de Boston, se desempeñaba como barco mercante y era propiedad de Abiel Winship y Joseph O'Cain. En algunas fuentes, la nave aparece con el nombre de Betsieo Betsi.
En 1784, el bergantín Betsy, cuando traladaba sal, fue apresado junto con otros barcos estadounidenses en el mar Mediterráneo, y su capitán y sus diez tripulantes fue confinados a pan y agua en las mazmorras de Argel, previo paso por Marruecos, recibiendo un peso fuerte diario cada uno para su manutención. El Congreso de los Estados Unidos pagó un rescate por las tripulaciones y comenzó a pagar un tributo anual a las ciudades semiautónomas del Norte de África, que peduró hasta la Segunda guerra berberisca.
En 1787 el bergantín ya había estado en las Malvinas, bajo administración del Virreinato del Río de la Plata, cuando realizaba un viaje desde Cabo Verde. La visita quedó asentada por el Virrey Nicolás de Arredondo en Buenos Aires. Además, actualmente se conserva una copia traducida del pasaporte dado al bergantín Betsy que había zarpado desde Nueva York para Madera en 1789, incluyendo otra visita a las Malvinas.
En agosto de 1799, al mando de Charles Winship, parte de Boston rumbo a Chile y de allí hasta California, que pertenecía al Virreinato de Nueva España, llegando en agosto de 1800. Permanece varios días en San Diego y luego recorre las bahías de Todos los Santos, Colnett y San Quintín, hasta llegar a la localidad de San Blas. El bergantín tenía prohibido descargar mercancías para evitar el contrabando y su capitán solicita auxilio de víveres y el palo mayor. Debido a comportamientos sospechosos del capitán Winship y del sobrecargo O'Cain (uno de los dueños), el comandante español de San Blas decide arrestarlos por intento de contrabandear pieles de nutria y dar cuenta de todo al virrey Félix Berenguer de Marquina.
Este último ordena desde Ciudad de México, tras consultar a los fiscales, que sean auxiliados y que se les deje zarpar del puerto. La legislación española prohibía a los extranjeros comercializar en los territorios españoles. Al finalizar el suceso, tres buques de guerra españoles ingresan al puerto de San Blas, obligando al bergantín zarpar de inmediato, pero dejando al capitán y al sobrecargo en tierra, que partieron en enero de 1801 a bordo de otro barco estadounidense originario de Nueva York.
El bergantín staba capitaneado por Oliver Keating hacia los años 1820.

### Malvinas

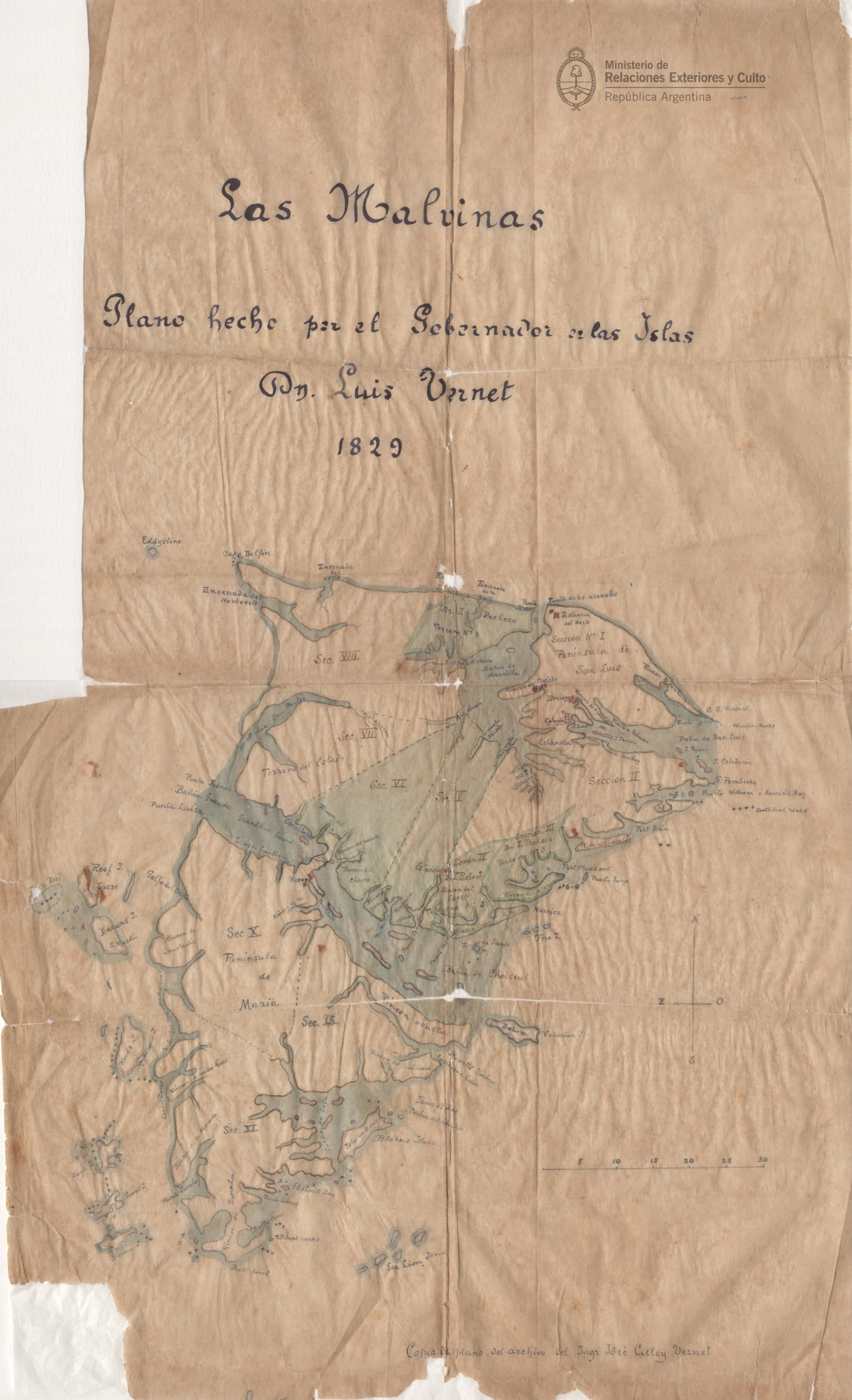
Mapa de la isla Soledad hecho por Vernet en 1829.

Hacia abril de 1829, Matthew Brisbane comandaba la Hope cuando naufragó frente a la costa de la isla San Pedro en las Georgias del Sur. Brisbane y su tripulación construyeron una chalupa con los escombros y navegaron hacia Montevideo. El 9 de abril llegaron a tierra en la provincia de Río Negro, luego navegaron hacia el norte en la nave Triunfo hasta llegar a Buenos Aires el 2 de mayo. Diez de sus tripulantes permanecieron en las Georgias del Sur, por lo que Brisbane se dedicó a organizar un rescate. En Buenos Aires, conoció a Vernet a quien contrató el bergantín Betsy para rescatar a los tripulantes restantes.
A mediados junio de 1829, tras el nombramiento de Vernet del 10 de junio como primer Comandante Político y Militar de las Islas Malvinas, Brisbane fue puesto al mando de la Betsy y partió del Puerto de Buenos Aires rumbo a la isla Soledad. Vernet viajaba con su esposa María Sáez embarazada de Matilde Vernet y Sáez y sus otros hijos Emilio, Luisa y Sofía, el 15 de julio, 23 familias y peones contratados oriundos de Buenos Aires y Carmen de Patagones. Entre ellos, según algunas fuentes, estaba el Gaucho Rivero. Algunos de los colonos a radicarse eran de nacionalidad inglesa y alemana.
El barco también llevaba víveres, enseres de primera necesidad, muebles y una manada de ovejas. El Betsy llegó a la bahía de la Anunciación el 14 de julio y desembarcó en Puerto Soledad al día siguiente.
La nave repitió otros viajes entre el archipiélago y el continente. En 1832, el bergantín realizó viajes a la Isla de los Estados, con un grupo de trabajadores para cortar maderas y proseguir a las Georgias del Sur en busca de otros operarios.